# Gloveler
Gloveler es un mercado para alquileres vacacionales, donde usuarios con propiedades o espacio libre en sus viviendas pueden ofrecer alojamiento a viajeros. Fue fundada en año 2009 en la ciudad de Karlsruhe es una de las primeras empresas alemanas de este rubro.

## Historia
La idea de negocio nace en una competencia de Planes de Negocio NewBizCup organizada en Stuttgart el año 2007, donde Armin Harbrecht, Andreas Sperber y Marco Umfahrer presentaron el plan de negocio original de Gloveler obteniendo el segundo puesto. En el año 2009 se constituye la empresa y gana el premio especial del Ministerio Federal de Economía y Energía Alemán en la competencia CyberChampion organizada CyberForum. La empresa empieza a operar en las aulas del KIT ese mismo año.

## Polémicas

### Impuesto al turista y protección de datos
En varias ciudades alemanas ha habido problemas debido a la implementación de diversos impuestos al turismo. En ciudades como Friburgo de Brisgovia y Dortmund esta implementación ha sido especialmente problemática ya que no solo afectaba a la industria hotelera sino también al alquiler privado de viviendas con fines turísticos. En estas ciudades las municipalidades exigen a las empresas entregar información acerca de los anfitriones. Por el momento gloveler se han negado a proporcionar dicha información alegando que se está poniendo a toda la población bajo sospecha general de fraude fiscal, lo cual viola el principio de presunción de la inocencia. Además las empresas de este rubro y los usuarios han manifestado que este tipo de solicitudes viola las leyes de protección de la privacidad.

### Prohibición de uso de viviendas para otros fines
En varias ciudades alemanas se ha discutido implementar leyes para regular el arrendamiento de viviendas por periodos cortos de tiempo. El caso más llamativo es el de Berlín donde la administración de la ciudad intenta solucionar el problema del incremento del precio del alquiler. A partir del primero de mayo de 2016 los habitantes de Berlín no podrán alquilar apartamentos o casas turísticas a través de portales web. El arrendamiento de habitaciones vacías seguirá siendo legal en la capital alemana siempre y cuando los inquilinos principales o los propietarios hagan uso del 50% de la vivienda. Los anfitriones que inclumplan con la nueva ley podrán ser multados con un monto de hasta 100.000€. Las empresas y los anfitriones afectados por esta ley se han manifestado en contra de esta ley. Por su parte gloveler ha tildado esta ley de “política simbólica” afirmando que esta no aliviará el problema del incremento del alquiler y que la solución consiste en construir más viviendas.